# Dava Foxx
Dava Foxx (Yonkers, Nueva York; 27 de abril de 1982) es una actriz pornográfica estadounidense.

## Biografía
Nacida como Danielle Iannelli, creció en una familia de ascendencia italiana y hawaiana. Se trasladó a Miami (Florida) para asistir a la universidad, poco antes de regresar a Manhattan, donde trabajaría como recepcionista para la firma de seguros UnitedHealth Group. Durante esta etapa, alternaba su trabajo en la empresa con una plaza de camarera en Hooters.
Mientras trabajaba para la cadena de restaurantes, Iannelli fue ascendida, teniendo que mudarse a California para sentar plaza. Este ascenso lo acabó compaginando trabajando en Playboy TV, portal que la dio su primera oportunidad, antes de dar el salto al estrellato gracias al portal Brazzers en 2014, con 32 años de edad.
Al igual que otras tantas actrices que comenzaron con más de treinta años en la industria, por su físico, edad y atributos fue etiquetada como una actriz MILF.
Como actriz, ha trabajado para productoras como Mile High, Evil Angel, Hustler, Desire Films, Girlfriends Films, Desperate Pleasures, Filly Films, Lethal Hardcore, 21Sextury, Girlsway, Devil's Film, Reality Kings, Wicked o Naughty America.
Ha rodado más de 380 películas como actriz.
Algunas películas de su filmografía son Bad Boyfriend 3, Couples Seeking Teens 20, Hardcore MILFs, It's Okay! She's My Stepmother 6, Lex is a Motherfucker 4, Licking Lesbians, MILFs Seeking Boys 10, Moms Suck Teens 2, She's My Stepmom o We're Into The Group Thing 2.

## Premios y nominaciones
| Año  | Ceremonia         | Resultado | Premio                                | Trabajo                           |
| ---- | ----------------- | --------- | ------------------------------------- | --------------------------------- |
| 2016 | Premios AVN       | Nominada  | Premio fan: MILF más caliente         | —                                 |
| 2016 | Premios AVN       | Nominada  | Premio fan: Culo más caliente         | —                                 |
| 2016 | Spank Bank Awards | Nominada  | Cocksucker of the Year                | —                                 |
| 2016 | Spank Bank Awards | Nominada  | Deepest Throat                        | —                                 |
| 2016 | Spank Bank Awards | Nominada  | Sexiest Painted Lady                  | —                                 |
| 2019 | Premios AVN       | Nominada  | Premio fan: MILF más caliente         | —                                 |
| 2021 | Premios AVN       | Nominada  | Mejor escena de sexo lésbico en grupo | Alexis Texas Lesbian House Party! |